# Lactarius thyinos
Lactarius thyinos é um fungo que pertence ao gênero de cogumelos Lactarius na ordem Russulales. Foi descrito cientificamente pelos micologistas norte-americanos Lexemuel Ray Hesler e Alexander H. Smith em 1960.